# Uthai Thani Province Stadium
Das Uthai Thani Province Stadium (Thai กีฬากลางจ.อุทัยธานี) ist ein Fußballstadion in Uthai Thani in der Provinz Uthai Thani. Es wird als Heimspielstätte des Fußballvereins Uthai Thani FC genutzt. Die Anlage hat eine Kapazität von 4477 Personen.